# Lasse Chröisty
Lars-Evert (Lasse) Chröisty, född den 3 mars 1940 i Trollhättan, är en svensk idrottsledare och högskolepedagog. Han var biträdande förbundskapten i  svenska bandylandslaget 1973-87 och Klubbdirektör i AIK ishockey 1994-95. Som biträdande förbundskapten var Lasse med och vann de tre första svenska VM-gulden i bandy.

## Biografi
Efter att ha utbildat sig till tränare i både fotboll och bandy tillträdde Lasse Chröisty som biträdande förbundskapten i svenska bandylandslaget 1973. Under 14 år och i 7 VM-turneringar vann laget tre VM-guld och fyra VM-silver. Lasse Chröisty valdes till ”Stor Ledarprofil” av Elitdomarföreningen, 1987. När bandyn introducerades i USA var Lasse Chröisty den som med lektor Kurt Söderlunds assistans såg till att bandyreglerna blev översatta till engelska.
1994 blev Lasse Chröisty AIK ishockey klubbdirektör, då han ledde organisationen under det första året tillbaka i högsta serien. Efter att ha lämnat tjänsten som klubbdirektör blev han marknads- och informationschef i AIKs huvudförening. 
Sedan pensionen så har Lasse  Chröistyvarit engagerad i svensk breddidrott som ordförande för såväl Lidköpings AIK som Smögens IF.